# Jacques Sevestre
Jacques Maurice Sevestre (Bar-sur-Aube, 2 giugno 1908 – Isole Kerkenna, 15 dicembre 1940) è stato un militare francese, tra i primi ad aderire alle Forces navales françaises libres dopo la firma dell'armistizio del 22 giugno 1940. Dichiarato Mort pour la France, fu insignito postumo del titolo di Cavaliere della Legion d'onore, dell'Ordre de la Libération, della Croix de guerre 1939-1945 e della Médaille de la Résistance.

## Biografia
Nacque il 30 dicembre 1904 a Bar-sur-Aube, Var, figlio di Charles, di professione magistrato, e di Denise Henriette Madeleine Tenting, nipote per parte di madre del deputato Henri Tenting.  Dopo aver trascorso parte della sua infanzia a Éclaron, nel vicino dipartimento dell'Alta Marna, decise di arruolarsi nella Marine nationale, e nell'ottobre 1927 iniziò a frequentare l' École navale. Si distinse negli studi, venendo apprezzato dai suoi superiori, tanto che alla fine del primo anno fu promosso guardiamarina. Uscì dall'École navale nel 1929 con il grado di  enseigne de vaisseau de 2e classe. Si imbarcò successivamente sull'incrociatore corazzato Edgar Quinet, sulla nave da battaglia Provence, sulla torpediniera Sénégalais, e infine sul cacciatorpediniere Bison.
Promosso enseigne de vaisseau de 1e classe nell'ottobre del 1931, si imbarcò sulla torpediniera Touareg' prima di diventare istruttore presso la scuola per ufficiali di artiglieria del porto militare di Tolone. Dal 1934 al 1935 si imbarcò sulla torpediniera Bourrasque. Offertosi volontario per prestare servizio sui sottomarini, nel 1936 venne assegnato alla 2e Squadriglia sottomarini della 4ª Regione. Promosso tenente di vascello nell'aprile 1937, in giugno divenne secondo in comando del sottomarino Narval.
Durante i primi mesi della seconda guerra mondiale, il Narval navigò nell'est del Mediterraneo. Nel febbraio 1940 il tenente di vascello François Drogou assunse il comando del battello che, all'inizio del mese seguente, si trasferì  di base a Sousse, in Tunisia. Al Narval venne assegnato il compito di monitorare il traffico navale italiano da e per la Libia.
Alla firma dell'armistizio del 22 giugno 1940 il Narval si trovava nel porto di Sousse, e saputo che l'armistizio doveva entrare ufficialmente in vigore il 25 dello stesso mese il comandante Drogou, da lui pienamente coadiuvato, decise di salpare. Fatta opera di convincimento su parte dell'equipaggio, lasciato a terra 31 marinai che avevano deciso di non aderire all'iniziativa, l'unità prese il mare la sera del giorno 24 prese il mare per raggiungere Malta il giorno 26.  Lui, il comandante, l'equipaggio e il battello entrarono in servizio nelle Forces navales françaises libres. Il Narval fu la prima nave francese a rispondere all'appello di de Gaulle, e l'unico sottomarino francese nel Mediterraneo a farlo. La sua prima missione operativa avvenne dal 25 settembre all'8 ottobre 1940, seguita da una seconda dal 25 ottobre al 3 novembre 1940 tra Lampedusa e le isole Kerkenna.
Durante una terza missione davanti alle acque di Derna, Africa Settentrionale Italiana, iniziata il 2 dicembre, il Narval scomparve con tutto l'equipaggio il 15 dicembre 1940. Jacques Sevestre fu promosso postumo al grado di capitano di corvetta il 1 gennaio 1941. Fu ufficialmente dichiarato morto dal tribunale di prima istanza di Biserta il 2 maggio 1946.
I subacquei italiani hanno scoperto il relitto del Narval, con la prua spaccata apparentemente per l'urto contro una mina appartenente ad un campo minato difensivo francese, al largo delle isole Kerkenna nel Golfo di Gabès nell'ottobre 1957.
A Éclaron il suo nome figura sul monumento ai caduti della città e su una targa commemorativa apposta sui muri della chiesa. · 
A Brest il suo nome compare sulla stele eretta in omaggio all'equipaggio del Narval sulla spianata del castello. A Tolone il nome di Jacques Sevestre è iscritto sul monumento commemorativo dei sommergibilisti eretto nel parco della Tour royale. A Lorient il suo nome figura in una targa commemorativa posta nella base dei sommergibili che si trova nella penisola di Keroman.

### Annotazioni
1. ↑  Le unità trasferite a Biserta erano i sottomarini Marsouin, Narval e Requin appartenenti alla 11e Division de sous-marins.
2. ↑  Al momento dell'armistizio il Narval fu uno delle rare navi da guerra francesi, le altre furono il sottomarino Rubis e il pattugliatore Président Houduce a raggiungere immediatamente le foprze del generale Charles de Gaulle.

### Fonti
1. 1 2 3 4 5 6 7 8  Memorial National des Marins.
2. ↑  (FR) Atto di nascita Jacques Sevestre, su Archives départementales de l'Aube. URL consultato il 13 ottobre 2022 (archiviato dall'url originale il 13 ottobre 2022).
3. ↑  École navale.
4. ↑  (FR) Fiche sur le site "Mémoire des Hommes", su Memoire des Hommes. URL consultato il 13 ottobre 2022.
5. 1 2 3 4 5 6 7 8 9 10  Ordre de la Liberation.
6. ↑  Memorial National des Marins.
7. 1 2 3 4  Auphan, Mordal 1959, p. 159.
8. ↑  Wingate 2003, p. 30.
9. ↑  Wingate 2003, p. 29.
10. ↑  (FR) Mémorial Genweb - Monument aux Morts - Éclaron, su memorialgenweb.org. URL consultato il 13 ottobre 2022.
11. ↑   Mémorial Genweb - Plaque commémorative - Éclaron, su memorialgenweb.org. URL consultato il 13 ottobre 2022.
12. ↑   Mémorial GenWeb - Monument Narval Brest, su memorialgenweb.org. URL consultato il 22 ottobre 2022.
13. ↑  (FR) Mémorial GenWeb - Monuments sous-mariniers Toulon, su memorialgenweb.org. URL consultato il 12 ottobre 2022.
14. ↑  (FR) Mémorial GenWeb - Plaque commémorative Lorient, su memorialgenweb.org. URL consultato il 13 ottobre 2022..